# Montserrat Baró i Sans
Montserrat Baró i Sans (Barcelona, 1935 - Barcelona, 11 de setembre de 2017) va ser una religiosa de la congregació de les Religioses de l'Assumpció, psicòloga i infermera, fundadora i presidenta de l'Associació Catalana d'Integració i Desenvolupament Humà (ACIDH), que s'ocupa de les persones amb intel·ligència límit.
Després d'acabar la carrera en psicologia va començar a treballar a l'entitat Aspanias, on després de veure els problemes de les famílies amb persones amb intel·ligència límit decidí fundar una entitat per ajudar-los. Va tenir dificultats per trobar els recursos per tirar endavant les activitats del centre. En diverses ocasions va denunciar que les persones amb intel·ligència límit no no tenien cap reconeixement legal que acredités la seva disminució psíquica. ACIDH des del 1994 ajuda a persones amb intel·ligència límit i discapacitat intel·lectual lleugera pel que fa a les seves necessitats socials, laborals i formatives. Va promoure diverses activitats per donar a conèixer la problemàtica del col·lectiu amb intel·ligència límit, com les I Jornades Interdisciplinàries sobre Persones amb Intel·ligència de l'any 2000. Va promoure també l'entitat Voraviu per agrupar totes les entitats que treballen en favor de les persones amb intel·ligència límit. Morí als 82 anys.
És enterrada al Cementiri de Montjuïc.